# 장알랭 붐송
장알랭 붐송(Jean-Alain Boumsong, 1979년 12월 14일 ~ )은 카메룬 태생의 프랑스 전 축구 선수이다.

## 수상 경력
AJ 오세르
- 쿠프 드 프랑스: 2002-03

유벤투스
- 세리에 B: 2006-07

올랭피크 리옹
- 리그 1: 2007-08
- 쿠프 드 프랑스: 2007-08